# 山添信也
山添 信也（やまぞえ しんや、1987年5月23日 - ）は、日本の元男子バレーボール選手。

## 来歴
長崎県出身。実父がバレーボールをやっていた影響でバレーボールを始めた。大村工業高校を卒業後、大阪産業大学へ進学。大学では主将を務め、2009年西日本インカレ優勝に貢献し、最優秀選手賞を受賞した。
大学在学中にパナソニックパンサーズの内定選手になり、卒業後の2010年にパナソニックへ入団。
10シーズンプレーして2020年4月に引退した。膝の怪我の治療を続けても良くならず体がついていかないのが引退を決断した理由で、引退後は社業に専念。後に開催された公開紅白戦「パンサーズマッチ」が山添の引退試合も兼ねられ、最後にチームから花束を渡されて送られた。
2024年時点ではパナソニックインフォメーションシステムズの人事総務部に勤務し、新入社員研修や社内の予算管理を担当している。

## 所属チーム
- 新上五島町立仲知小学校
- 新上五島町立北魚目中学校
- 長崎県立大村工業高等学校
- 大阪産業大学
- パナソニックパンサーズ（2010-2020年）